# 김태규 (법조인)
김태규(金泰圭 , 1967년 9월 28일 ~ )은 대한민국의 법조인 출신 공무원이다. 방송통신위원회 부위원장을 역임하고있다.

## 학력
- 울산제일중학교 졸업
- 1991년 학성고등학교 졸업
- 1999년 연세대학교 법과대학 법학 학사
- 연세대학교 대학원(법학 석사
- 2005년 미국 인디애나 대학교 로스쿨 법학 석사, L.L.M.
- 2006년 한국해양대학교 대학원 법학 박사

## 경력
- 1986.10~1988.03 육군 제53보병사단 상병 복무만료
- 1996.12 제38회 사법시험 합격
- 제28기 사법연수원 수료
- 1999.02 법무법인 부산제일 변호사
- 2005.10~2006.12 헌법재판소 헌법연구관
- 2007.02~2009.02 부산지방법원 판사
- 2009.02~2011.05 부산고등법원 판사
- 2011.05~2014.02 부산지방법원 판사
- 2014.02~2015.02 창원지방법원 판사
- 2015.02~2017.02 대구지방법원 부장판사
- 2017.02~2019.02 울산지방법원 부장판사
- 2019.02~2021.02 부산지방법원 부장판사
- 2021.03~ 변호사김태규법률사무소 변호사
- 2022.10 국민권익위원회 부위원장
- 2024.07~2025.07 방송통신위원회 상임위원
- 2024.07~2025.07 방송통신위원회 부위원장
- 2024.08~2025.01 방송통신위원회 위원장 직무대행
- 2025.07~ 법무법인 원율 변호사